# Blatnická dolina
Blatnická dolina je krasové údolí na západní straně Velké Fatry na Slovensku. Táhne se východo-západním směrem s délkou 8 km. Údolí je lemováno vápencovými a dolomitovými útvary, které jsou porostlé vápencovými bučinami a borovicí.
Protéká jim Blatnický potok a vede skrze něj zeleně značená turistická trasa z Blatnice na Kráľovu studňu. Údolím prochází též asfaltová cesta (se zákazem vjezdu motorových vozidel) a modře-značená cyklostezka. Odbočují z něj značené trasy přes Juriašovu dolinu na Ostrou a přes Rakytovskou dolinu na Drieňok.